# Myllyjärvi (sjö i Finland, Egentliga Finland)
Myllyjärvi är en sjö i Finland. Den ligger i Vemo kommun i landskapet Egentliga Finland, i den sydvästra delen av landet, 190 km väster om huvudstaden Helsingfors. Myllyjärvi ligger 18 meter över havet. Arean är 24,8 hektar och strandlinjen är 3,58 kilometer lång. Sjön  ingår i Skärgårdshavets kustområde, Åland.   Den ligger vid sjön Niinijärvi. I omgivningarna runt Myllyjärvi växer i huvudsak barrskog.